# Atentado de Melbourne de noviembre de 2018
El 9 de noviembre de 2018, un hombre, identificado como Hassan Khalif Shire Ali, incendió su automóvil y apuñaló a tres personas, una de ellas fatalmente, en el Distrito Central de Negocios de Melbourne, Australia, antes de ser asesinado por la policía. El incidente fue tratado como "ataque terrorista" por la policía del estado de Victoria.

## Atentado

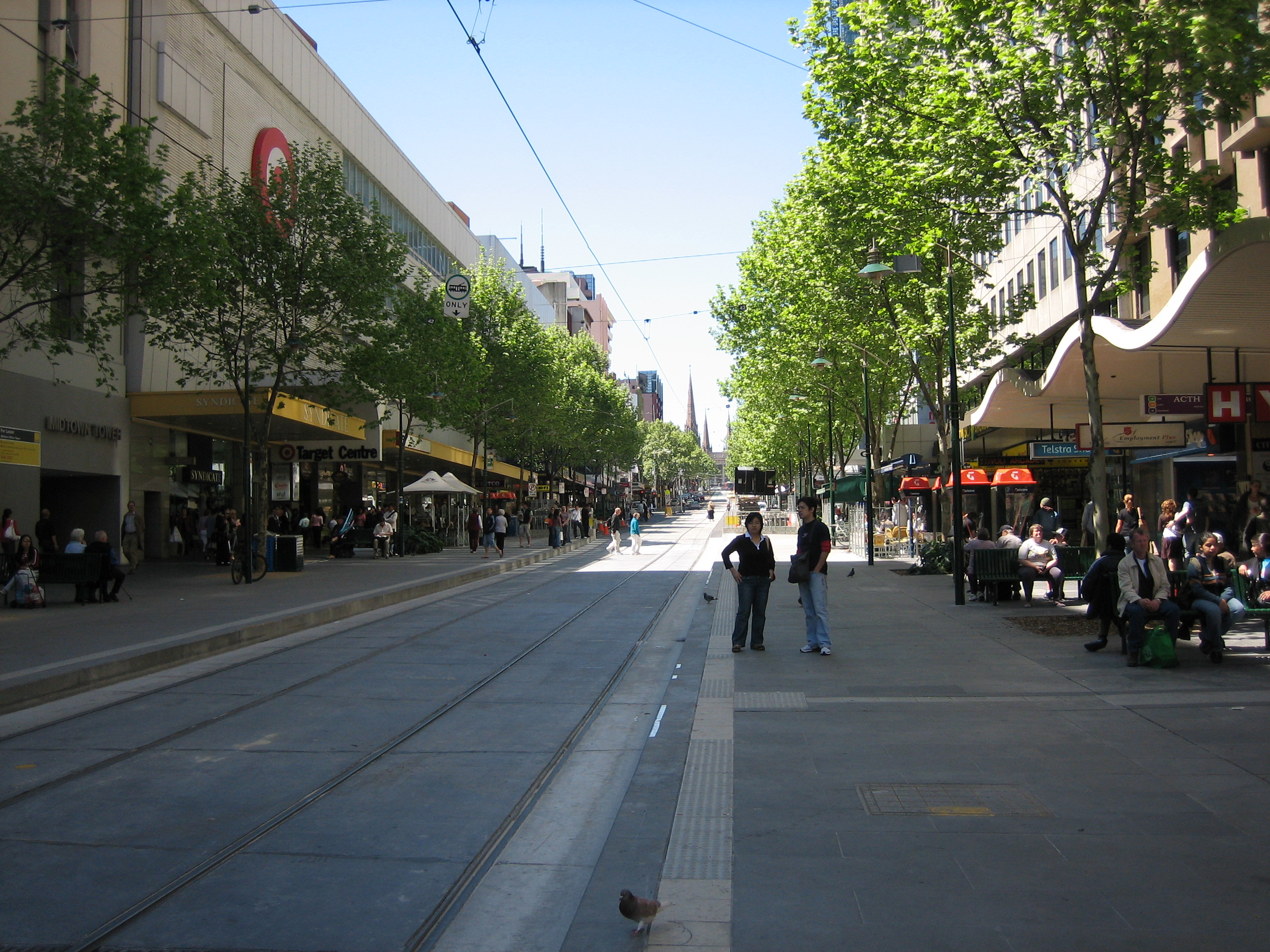
Bourke St.

El 9 de noviembre de 2018, alrededor de las 4:10 p. m., un hombre incendió un Holden Rodeo en la Bourke Street, entre Swanston Street y Russell Street, en el distrito central de negocios de Melbourne. El atacante salió del vehículo antes de que éste estallara en llamas. La policía declaró que había cilindros de gas propano en el vehículo, pero no explotaron.

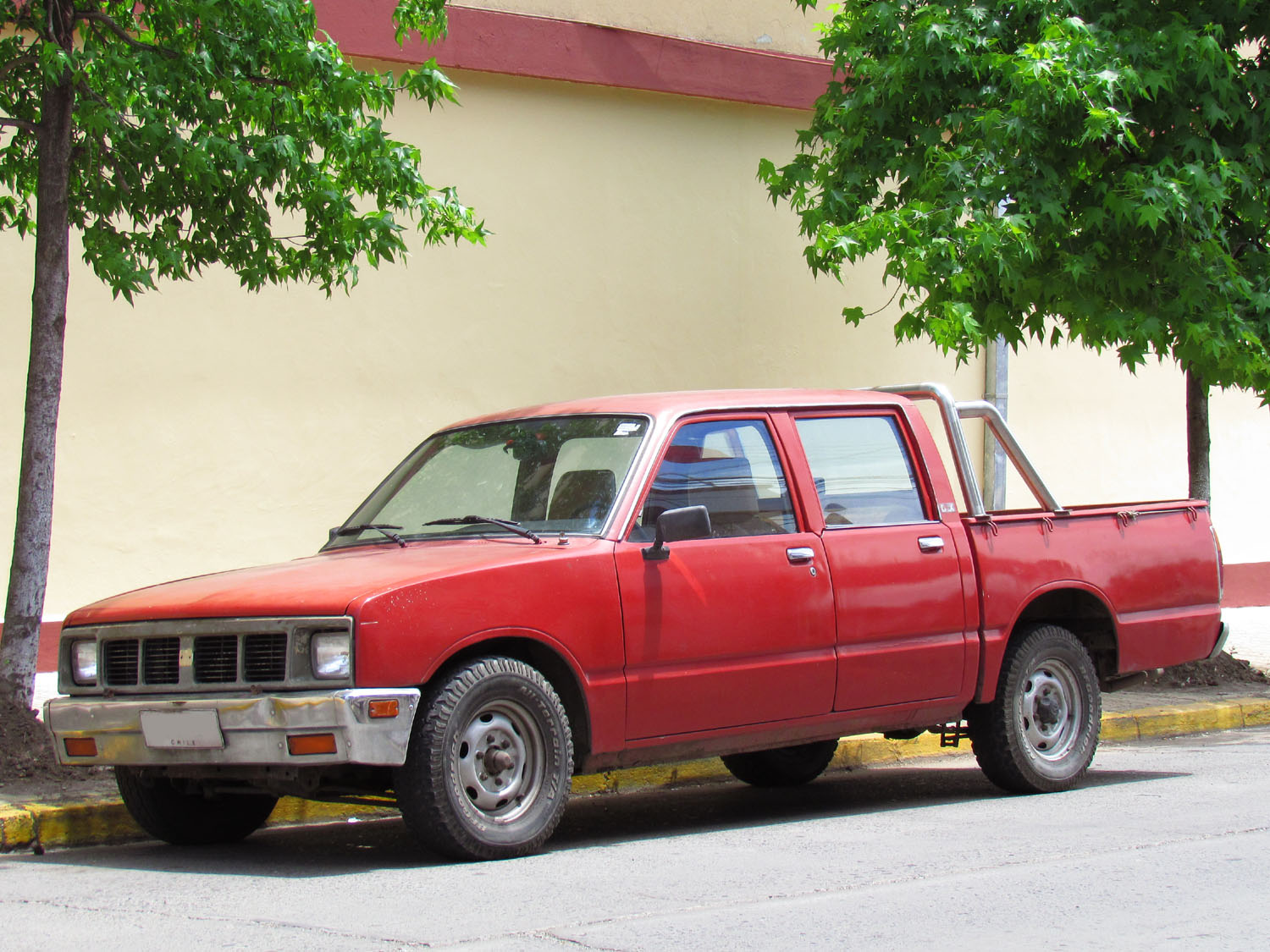
Ejemplo de una camioneta Holden Rodeo, tipo de auto utilizado en el atentado.

El hombre se abalanzó con un cuchillo grande e hirió a tres peatones, uno de los cuales murió en el lugar. El atacante fue encarado por dos oficiales de la policía de Victoria que llegaron a la escena. Un civil intentó derribar al atacante con un carrito de supermercado. Después de atacar a los oficiales de policía, el atacante recibió un disparo en el pecho por uno de los oficiales. El atacante fue llevado a recibir tratamiento médico bajo custodia, pero más tarde murió en el hospital.

## Víctimas
Sisto Malaspina, de 74 años, fue asesinado cuando el terrorista lo apuñaló por encima de la clavícula. Testigos presenciales dijeron que parecía que Malaspina caminaba hacia el auto después de que se incendiara para ofrecer ayuda, pero fue apuñalado. Una ex enfermera trató de reanimarlo realizando una RCP, pero el apuñalamiento había perforado una arteria importante causando que se perdiera demasiada sangre y murió.
Los dos heridos eran un hombre de negocios retirado de 58 años de Launceston, Tasmania, que sufrió lesiones con un cuchillo en la cabeza y fue trasladado al Hospital Alfred para su cirugía y un guardia de seguridad de 24 años de Hampton Park, quien recibió laceraciones y fue llevado al Royal Melbourne Hospital.

## Autor
La policía identificó al atacante como Hassan Khalif Shire Ali, de 30 años, quien se mudó a Australia desde Somalia con sus padres y hermanos en la década de 1990, y asistió al Colegio Islámico Al-Taqwa. Estaba casado y tenía un hijo pequeño.
El Comisionado en Jefe de la Policía de Victoria, Graham Ashton, dijo a los medios de comunicación que el atacante era conocido por las agencias de inteligencia federales, pero no fue supervisado activamente. El hermano menor de Ali, Ali Khalif Shire Ali, de 21 años de edad, fue arrestado en noviembre de 2017 por planear un tiroteo masivo en la celebración de la víspera de Año Nuevo en Melbourne. El gerente nacional contra el terrorismo de la Policía Federal Australiana dijo que el pasaporte de Hassan fue cancelado en 2015 cuando se creía que estaba planeando viajar a Siria para luchar por el grupo terrorista ISIS, pero nunca fue objeto de investigaciones conjuntas contra el terrorismo, ya que no creían que fuera una amenaza.

## Reacciones

### Australia
- El primer ministro de Victoria, Daniel Andrews, condenó el atentado y elogió a la policía y a los transeúntes que intentaron detener al terrorista en Melbourne, diciendo que la ciudad no será definida por un "acto de maldad".[15]
- El líder de la oposición, Matthew Guy, dijo que no debería haber una "debilidad moral" cuando se trata de lidiar con el extremismo. "Creo que todos los victorianos dirían que es suficiente para este tipo de acto, este tipo de comportamiento. Todos los recursos de nuestro estado deben dirigirse a mantener a los victorianos seguros".[15]
- El primer ministro australiano Scott Morrison condenó el ataque y elogió la valentía de la policía y los demás transeúntes que ayudaron a los heridos. "Condeno hoy el acto de terrorismo en Melbourne que ha tomado trágicamente la vida de un compañero australiano que ha muerto como resultado de este ataque malvado y cobarde", dijo. Morrison también dijo que había sido informado por las agencias policiales y de seguridad y que estaba en marcha una investigación por parte del Equipo Conjunto contra el Terrorismo.[15]

### Internacionales
- La comunidad somalí de Victoria condenó el ataque y expresó su conmoción por el atentado.[16]
- La Organización de Cooperación Islámica (OCI) condenó enérgicamente el incidente terrorista. El Secretario General de la OCI, Yousef Al-Othaimeen, denunció las acciones del atacante y expresó sus más profundas condolencias a las familias de las víctimas, el gobierno y el pueblo de Australia. Al-Othaimeen reiteró la posición de la OCI contra todas las formas de terrorismo y extremismo.[17]
- El Gran Imán de al-Azhar ofreció sus condolencias al gobierno y al pueblo australiano, subrayó "la necesidad de no tolerar a quienes promueven el odio, el racismo y la violencia, y trabajar para consolidar los valores de convivencia y tolerancia". "Estos ataques terroristas no pueden ser justificados ni tolerados y están criminalizados por todas las enseñanzas religiosas y los valores humanos", dijo la institución con sede en El Cairo en un comunicado.[18]
- El portavoz del Ministerio de Relaciones Exteriores de Irán, Bahram Qassemi, dijo que el crimen "espantoso e inhumano" en Australia indica que el tumor canceroso del Estado Islámico es más que un grupo terrorista: "Daesh es una ideología terrorista e inhumana que se ha extendido a muchas partes del mundo y ha atraído a personas de diversas culturas y sociedades en todo el mundo debido a los años de apoyo intelectual, político, financiero y militar proporcionado por ciertos países". Qassemi dijo que "la única forma de deshacerse de la ideología y salvar a la humanidad de esos pensamientos satánicos es cortar todo apoyo a los grupos terroristas y los cultos para erradicarlos".[19]